# Katja Leyrer
Katja Leyrer (* 1949) ist eine deutsche Sozialwissenschaftlerin, Sachbuchautorin und Journalistin.

## Werdegang
Leyrer wurde als eines von sechs Geschwistern in der DDR geboren und wuchs von ihrem zehnten bis zu ihrem neunzehnten Lebensjahr in Kassel auf. Dann zog sie nach Hamburg. Beruflich lief es nach eigenen Angaben in ihrem 1992 erschienenen Buch „Weiberkram“ zunächst holprig: Auf eine abgebrochene Ausbildung als Krankenschwester folgten Jobs als Bürokraft, Verkäuferin, Putzfrau und Tagesmutter. Nach ihrer Heirat mit einem angehenden Lehrer erlebt sie die Ausläufer der Studentenbewegung mit, engagierte sich zeitweise in der KPD/ML. Mit ihrem zweiten Mann, einem Hafenarbeiter, landete sie zunächst im Hausbesetzer-Milieu und dann als Hausfrau mit zwei Kindern im Alten Land. Mit Anfang dreißig ließ sie sich erneut scheiden, ging nach Hamburg zurück und begann ein Politikwissenschaft-Studium, das sie 1987 mit einer Diplomarbeit zum Thema „Probleme geschlechtsspezifischer Sozialisation bei beabsichtigter geschlechtsneutraler Erziehung“ abschloss. Anschließend war sie als Referentin für die damals mit ausschließlich weiblichen Abgeordneten in der Hamburger Bürgerschaft vertretene GAL Hamburg tätig. Als freie Journalistin schrieb sie u. a. für Emma, taz, junge Welt, konkret und von dessen Gründung an für Jungle World, daneben veröffentlichte sie mehrere Sachbücher zu Themen wie Emanzipation und Mutterschaft, bezüglich der sie von deutschen Leitmedien zitiert wurde. Von einer vorübergehenden großen Liebe bekam sie noch ein drittes Kind.

## Bücher
- Sexualität. Rotbuch Verlag 2000 ISBN 978-3-434-53501-0
- Mythos Kleinfamilie: Dichtung und Wahrheit über das Leben mit Kindern; ein Briefwechsel von Januar 1994 bis Juni 1995. Fischer Taschenbuchverlag 1998 ISBN 978-3-596-13530-1
- Mama Papa Superkind? Dichtung und Wahrheit über das Leben mit Kindern. Konkret-Literatur-Verlag Hamburg 1995 ISBN 978-3-89458-138-1
- Hilfe! Mein Sohn wird ein Macker. Fischer Taschenbuchverlag 1992 ISBN 978-3-596-24748-6
- Weiberkram. Fischer Taschenbuchverlag 1992 ISBN 978-3-596-10872-5
- Rabenmutter, na und? Rowohlt Verlag 1990 ISBN 978-3-499-18469-7